# نعمات البحيري
نعمات محمد مرسي البحيري (1953 - 2008) أديبة وروائية وقاصة مصرية من جيل الثمانينات في كتابة القصة القصيرة والرواية.
ولدت بالقاهرة بحى العباسية البحرية في 16/6/1953 ثم عادت مع أمها لتعيش طفولتها المبكرة في بيت جدها في تل بنى تميم بشبين القناطر قليوبية. تخرجت في كلية التجارة عام 1976 جامعة عين شمس شعبة محاسبة. توفيت يوم الجمعة 17 أكتوبر 2008م بعد رحلة معناة من مرض السرطان حاربت فيها بجسارة.

## عن حياتها
كانت تعمل في شركة للكهرباء كأخصائية للشئون الأدارية حتى مرضت بفعل عوامل قهر الوظيفة وعوامل أخرى في أكتوبر 2004 لكنها ظلت تقاوم اعتلال الروح لتقدم رؤيتها للعالم كتابة وحياة. سافرت إلى النمسا وسويسرا وألمانيا عبر وفود ثقافية وكتبت عن أسفارها ونشرت عنها في الأهالي والعربي الكويتي والعربي الناصري.
تزوجت من شاعر وناقد عراقي بعد قصة حب شهيرة وعاشت معه في العراق في نهاية الثمانينات واستوحت تجربتها معه في روايتها أشجار قليلة عند المنحنى الصادرة عن دار الهلال عام 2000.

## الكتابة ونعمات
الكتابة بالنسبة لنعمات البحيرى هي بهجة مدفوعة الثمن من الوحدة والوحشة وتأجيل الأحلام. هي كلمة تتبادلها مع الناس حتى تظل معهم مثل خيول جامحة ترفض الانسياق لطرق ممهدة شكلا لكنها وعرة مسدودة. الكتابة هي رئة أخرى لهواء نظيف، هي خط الدفاع الأخير في مقاومة الموات والانزواء والبأس والإحباط. هي صرخات من القلب الموجوع بسياط الرغبة في تغيير وجه وروح وعقل العالم عبر تجديد الأحلام وكسر القيود وتبديد الأوهام.
- عضو اتحاد كتاب مصر
- عضو آتيلييه الكتاب والفنانين
- عضو نادي القصة بالقاهرة
- عضو جمعية الفيلم

تكتب الأدب ليس لأنه رئة أخرى في مناخ اجتماعى وسياسى خانق لكن لأن هناك هموما وقضايا كثيرة تتنازعها
أهمها قضية الديمقراطية وقضية العدل الاجتماعي وقضية الحرية وحقوق المرأة التي تنتهكها النساء قبل الرجال.
تكتب الأدب حبا وعشقا لمساندة الحياة ومساندة الحب والحرية. اكتشفت موهبتها في كتابة القصة عبر صدفة مدهشة 
وكانت تكتب مقالات ذات طابع إجتماعى احتجاجا على أوضاع اجتماعية مجحفة بحق المرأة وبحق الإنسان.
- حصلت على منحة قصر لافينى بسويسرا عن مؤسسة رولت فونداشن للفنانين..أنهت فيها روايتها «أشجار قليلة عند المنحنى» التي صدرت عن دار الهلال في عام 2000
- حصلت على منحة تفرغ لمدة ثلاث سنوات لكتابة ثلاث روايات وعدد من المجموعات القصصية منها حكايات المرأة الوحيدة وارتحالات اللؤلؤ وأشجار قليلة عند المنحنى..
- ترجمت بعض قصصها إلى الإنجليزية والفرنسية والإيطالية والكردية..
- تكتب المقال والنقد السينمائي والسيناريو وأدب الرحلات

## رحلة مرضها
حين دأهمها السرطان قادتها بوصلتها شديدة الحساسية والرهافة إلى ردعه وتجاوزه عن طريق الهروب إلى الأمام وليس إلى الخلف، فاستنفرت سلاحها الوحيد «الإبداع» الفاتك بكل أعدائها وهم الظلم والإحباط واليأس والتخاذل والخنوع والاستسلام، وتركت العقل ليمارس حيلة من حيله النبيلة، يدفعها بها دفعا إلى خلق حالة من التوازن لكي تتقبل عن سعة صدر وأفق، خبرة الألم المضافة إلى كم الخبرات الإنسانية التي عاشتها حتى قبل أن تعرف الكتابة.. فراحت تدون التجربة في مراحلها القاسية كشكل من أشكال الدفاع..
كتبت عن تجربتها أنها تذكرت أن رحلة حياتها ككاتبة لا تدعمها أية مؤسسة اجتماعية أو ثقافية أو إعلامية لم تختلف كثيرا عن نفس الرحلة، والبشر والمواقف والأحداث على المستوى العام والخاص مثل فيروسات أو بكتريا، مثل أمراض..أمراض واضحة وأخرى كامنة، أمراض حميدة وأخرى خبيثة، شقاء يسلمك إلى شقاء، وصخرة سيزيف التي تثقل كاهلك لتظل تشقى لترفعها إلى أعلى وما أن تشعر بأنك حقا أدركت حافة الجبل تسقط الصخرة، لتنزل وتبدأ من جديد، وأن ما حدث لها هو جزء من المؤامرة الكبرى على عقول وأجساد البشر في مجتمعات العالم، جزء مما يحدث في الدول الفقيرة، ليكون نصيب الفرد فادح الضآلة..

## عن أعمالها
ترجم لها العديد من القصص للإنجليزية وللفرنسية وللإيطالية وللكردية
كتبت الدراما التليفزيونية لقصتها القصيرة «نساء الصمت» وقامت بإنتاجها شركة صوت القاهرة للصوتيات والمرئيات وقامت يتمثيلها سمية الألفي مع محمود قابيل وعائشة الكيلاني وسلوى عثمان ونبيل هجرس
تكتب النقد الفني للاعمال التليفزيونية والسينمائية. كتبت عن أفلام الموجة السينمائية الجديدة لمحمد خان وخيرى بشارة وداود عبد السيد ومجدى أحمد علي وعن سينما البنات ورصدت المخرجات وكاتبات السيناريو الجدد بما يقدمنه من افلام جديدة ورؤى جديدة للحياة..مثل عزة شلبي وساندرا نشأت وهالة خليل ووسام سليمان.
- صدر لها..المجموعات القصصية التالية.

1. «نصف امرأة» على نفقتها الخاصة عن دار الحرية عام 1984.
2. «العاشقون» مجموعة قصصية عن الهيئة المصرية العامة للكتاب عام 1989..في سلسلة اشراقات أدبية.....
3. «ارتحالات اللؤلؤ» عن الهيئة المصرية العامة لقصور الثقافة عام 1996..سلسلة أصوات أدبية...ثم صدرت في مكتبة الاسرة..
4. المجموعة القصصية «ضلع أعوج» عن الهيئة المصرية للكتاب عام 1997 في مختارات فصول ثم صدرت عن مكتبة الأسرة عام 2003
5. ومن الروايات صدر لها عن دار الهلال رواية «أشجار قليلة عند المنحنى» في ديسمبر 2000..
6. المجموعة القصصية «شاي القمر» عن الهيئة المصرية العامة للكتاب عام 2005 مكتبة الأسرة...
7. صدر لها عن المجلس الأعلى للثقافة في إبداعات التفرغ «حكايات المرأة الوحيدة» عام 2005...
8. وصدر لها أيضا [[ #يوميات أمرأة مشعة 
- وللأطفال صدر لنعمات البحيري

1. «النار الطيبة» عن الهيئة المصرية للكتاب عام
1988..
2. و«الفتفوتة تغزو السماء» سيناريو وحوار عن سلسلة قطر الندى عن هيئة قصور الثقافة..
3. وعن دار المعارف صدر للكاتبة وصية الأزهار وبالونة سحر ورسومات نيرمين..
4. وعن الهيئة المصرية للكتاب «رحلة الأصدقاء الثلاثة»
5. نشرت قصص وسيناريوهات الأطفال متفرقة بدوريات مصرية وعربية مثل علاء الدين وقطر الندى والعربي الصغير وماجد...
6. شرت قصصها ومقالاتها في أغلب المجلات والجرائد المصرية والعربية مثل الأهرام والحياة والشرق الأوسط والأخبار وأخبار الأدب والجمهورية والمساء ومجلة العربي الكويتى وأقلام العراقية ودبى الثقافية والصدى وكل الاسرة وحواء والهلال وغيرها....

## قالوا عنها
احتفى بكتابة نعمات البحيرى العديد من النقاد والشعراء والقصاصين والروائيين من المصريين والعرب
قال عنها الناقد إبراهيم فتحي
برعت نعمات البحيرى في تصوير الواقع الديكتاتورى في روايتها" أشجار قليلة عند المنحنى التي تمس كل الجروح وتتحدث عن صحراء الروح بكل أشكالها وتكتب بطريقة حية جديدة محاولة تصوير الشخصية الإنسانية ليس في مصر فقط بل وفي العالم أيضا. فهذه رواية لا يمكن ان يكتبها رجل لأنها تتحدث عن القهر المزدوج الواقع على الرجل والمرأة معا، وهي تبدع في تصوير هذا القهر فهى رواية نسائية بالمعنى الجديد للتسمية تتحدث عن الجسد وعلاقة الحب ولكن علاقة المرأة بجسديتها علاقة بالعالم وبالقهر الإنسانى وليس جسدا بيولوجيا فهو جسد اجتماعى حضارى من خلال لغة تصويرية جميلة.
قالت عنها الناقدة فريدة النقاش
من عالم المتخيل من هذا العالم الغائب الحاضر منه كذاكرة يبليها الزمن ويحييها الإبداع تأتى نعمات البحيرى إلى الكتابة باعتبارها ضد الفناء خلودا وتبنى عالم نصها متخيلة له نظامه أي نسقه وتحاول به حوارا مع هذا المتخيل فيصبح عملا أدبيا يشدنا إليه بخيوط من المتعة والمعرفة والأسى. والكتابة عندها هي انتصار على الموت لأنها تنطوى على شوق للإفصاح عن مبهم أو عن مجهول، والكتابة هي توقنا لأن نولد أبدا في اللغة ونبقى....
قال عنها الناقد الكبير محمود عبد الوهاب..
في روايتها أشجار قليلة عند المنحنى صورت مشاهد عبر الكثير من التفاصيل التي تجسد للقارئ معالم المكان، معالم اللون والرائحة والصوت والملمس ومساحات النور والظلال والظلام، معالم تسربت إليها المشاعر المختلفة عبر ساعات اليقظة وآليات الحلم وتحول مساحات الرماد إلى جدارية تلخص بؤس مجتمع ينوء كاهله باستبداد السلطة الحاكمة..
كتبت عنها الناقدة صافيناز كاظم
نعمات البحيري كاتبة في مرحلة نضجها الفني، قرأت لها الكثير من قصصها القصيرة منشورة هنا وهناك جذبني أسلوبها الوصفي التفصيلي الذي يتصاعد من الخفوت تدريجيا إلي الوهج. تمتلئ به قصصها بالمفارقات التي ترسم الابتسامة المتأملة للأسطر المقروءة. في روايتها «أشجار قليلة عند المنحنى» تتصرف بطلتها أشجان المصري بتلقائية المصرية التي لا تحسب حساب أجواء التربص والمراقبة والهيمنة التي يشيعها نظام تلك البلاد على شعبه في سيطرة كابوسية لا فكاك منها وتلقائية الشابة المصرية نابعة من خلو ذهنها التام لتصورات الكيفية التي يمكن أن تسد بها النظم الديكتاتورية المنافذ على الناس في وطأة شديدة من كتم الأنفاس حتى تزهق الروح تماما.
نجحت نعمات البحيرى في التصوير التفصيلي المحتج لرحلة معاناة أشجان المصري وهي تكتشف رويدا رويدا النفق الرهيب الذي أوقعت نفسها فيه، وبحثها المستميت للخروج والفرار. أشجان المصري هو اسم البطلة لكنه واقعة في دفتر أحوال هذه الرواية الإنسانية النبيلة والمؤلمة في صدقها وأمانتها «أشجار قليلة عند المنحنى».
وكتب عنها الناقد الفلسطيني فيصل دراج
في روايتها «أشجار قليلة عند المنحنى», تتحدث نعمات البحيري عن قمع متعدّد الطبقات، يلفّ البشر جميعاً ويتراءى شفافاً في مآل «المرأة», التي يسقط عليها عنف الذكورة وعنف متوارث له شكل البداهة. ربما يكون عمل نعمات البحيري من الروايات العربية القليلة، التي نفذت إلى جوهر النظام التسلّطي، حيث المتسلّط الكلّي، الذي تنوب عنه صوره الكثيرة، يلتهم كل ما خارجه، موزّعاً المجتمع إلى فئتين: فئة أولى تحاكيه وتقلّده، كما لو كانت صورة من صوره، وفئة ترفض المحاكاة وتفترسها الصور وتنتهي إلى الجحيم.
وفي مقال له بجريدة الحياة اللندنية قال الدكتور محمد الرميحى.....
إذا أراد القارئ أن يعرف كيف يعاني عربي مثله في مجتمع قلق تسوده المخاوف والآلام والإحباطات فعليه بقراءة رواية نعمات البحيري «أشجار قليلة عند المنحنى». ففي هذه الرواية ـ شبه القصيرة ـ ما يغني عن خطب كثيرة وتفاصيل طويلة تضمها كتب التاريخ.
وقال عنها الدكتور حامد أبو أحمد
إذا كان بعض النقاد العرب قد رأى في قصيدة نازك الملائكة التفعيلية كسرا لعمود الفحولة في الشعر العربي فأنى أرى أن نعمات البحيرى في ارتحالات اللؤلؤ أخذت موقعا مهما في قصيدة النثر العربية خاصة إذا وضعنا في الاعتبار ان هذا النوع الشعرى في أدبنا ما زال إلى الآن يتخبط بين الرفض المطلق من جانب معارضيه وما اكثرهم وبين النماذج الرديئة الشائهة من جانب أنصاره..
قال عنها الشاعر العراقي عواد ناصر
تحت عنوان «أشجار قليلة عند المنحنى رواية عربية عن العراق لا تتملق أحدا..»، هذه الرواية شهادة عربية خارج مراسيم السيادة الرسمية وبروتوكولات العلاقات الثنائية بين البلدين الشقيقين وقد كتبتها نعمات البحيرى بحس فنى راق لم تنكفئ به في دهاليز الموت والغباء وانعدام اللغة الطبيعية بين الكائنات بل منحته ألقا خاصا من الصدق أملى بدوره تعبيرية وجدانية تمتلك القابلية على موازنة العسف بالحميمية والقسوة بالشفاهية، الأمر الذي جعلنا نستمتع برواية جميلة توفرت على عنصري الإبداع والتشويق رغم قسوة المادة الخام ووحشة المكان حيث يفتقد أهم ما يحيله إلى ركن قابل للحياة: الحب.
تقدم نعمات البحيرى درسا عربيا في صورة التصدى للأكذوبة وفضح تلك الفاشية العادية التي تثقل على صدور العراقيين ورقابهم وأصابعهم وتلك تيمة رئيسة من تيمات الرواية ـ الشهادة التي قدمتها الروائية المخلصة لحقيقة نفسها ككاتبة قبل أية حقيقة أخرى وتضع الكاتب والقارئ العربي أمام مسئوليته ازاء ما يحدث لشعب شقيق..
كتب عنها الناقد يوسف أبو عوف
تؤكد نعمات البحيرى في «ضلع أعوج» حضورها الساطع المكتمل والواعد في نوع من حساسية الكتابة بدأت تتشكل وتتكون سماته وملامحه ومفردات ومضامينه وجمالياته في السنوات القليلة الاخيرة تنهض بها المراة المصرية في كبرياء وتواجه به كل ندوب الوهن والتآكل والتدنى لتخلف المجتمع الذكورى حيث تراتب القمع المراوغ الذي مازال يمارسه الرجل الشرقى ويستلب به حريات وإنسانية واستقلالية المرأة..
وفي أطروحته النقدية «كتابة الحرية والتناغم» كتب الدكتور مجدى توفيق..
قصص نعمات البحيرى تمتاز بالتدفق السردى البسيط الذي حررته الساردة من تقاليد القص القديمة وحررته كذلك من الاقتران برسالة واضحة محددة تنتظم حولها الأحداث ولكنه وفي الوقت نفسه يظل يحمل إمكانية تأويلية مهمة تضرب به في المستوى التحتى للتأويل، في علاقة الراوية بالعالم حولها، موقفها من الجماعة، جروحها الذاتية وعيها بالوضع السياسى القائم وهي علاقة تتفتح دوما على موقف إنسانى متكرر، تؤسس فيه الذات بهجتها وتآلفها في عالمها المحدود ولا تسمح للعالم الواسع حولا أن يضر بعالمها الخاص وأن يفسد بهجته التخيلية..
كتب عنها د. مصطفى الضبع
كانت المجموعة القصصية «نصف امرأة» التي وضعتها نعمات البحيرى أمامنا عام 1984، ظننا حينها أنها ما قدمتها سوى لتشير إلى نساء مشوهات، ولما لم نفهم الرسالة التي كان يكفى خمس سنوات لاستيعابها فكان «العاشقون» (1989) كاشفين وجها آخر للقضية، ومحاولين على مدى سبع سنوات أن يصححوا كثيرا من مفاهيم العالم، ثم انتهى الأمر بإغرائنا بـ «ارتحالات اللؤلؤ» 1996، ولكن الإغراء لم يكن كافيا لعالم أشرف على خسارة وعيه فكانت صرخة «ضلع أعوج» محاولة أن تهمس في أذهاننا بسؤالها الحاسم: من المسئول عن اعوجاج العالم، ومن يتحمل مسئولية التقويم؟ ولما كان على الكاتبة أن توسع من دائرة النداء متجاوزة قضايا يمكن أن تحيل إلى المحلية، ولأن مقدرات عجزنا ألقت بنا في العراء متدثرين بالهجير فقد سعت أشجان إلى أن تكشف عن رمزية أشجارها القليلة عند المنحى الخطر، هاهنا وصلنا معها لدرجة من الوعى سمحت لنا أن نجلس مع شخصياتها متذوقين «شاى القمر» الذي استحقته موهبتها، وأصبحنا جديرين به وقد امتلكنا قدرا من وعيها القادر على الإنجاز والكشف، هكذا تتحرك نعمات البحيرى صانعة ثوابتها الراسخة عبر إنتاج نص متميز يليق بموهبتها، ومنجزة علاماتها الخاصة، ومؤثرة في كل من يعرف الطريق إلى روحها الأكثر جمالا.
قال عنها الشاعر شعبان يوسف
«قليلون هم الذين أخلصوا لفن القصة القصيرة مثلما أخلصت له الكاتبة المصرية نعمات البحيري.. تمزج في القصص الهم الخاص بالهم العام، في سبيكة واحدة.تبحث طوال الوقت عن ثغرات مفتوحة دوماً للمقاومة وانتاج المعنى النبيل في هذه الحياة، على رغم كل ما يطارد الكائن الإنساني من كوارث لا ذنب له فيها، وكأن قوى غامضة استدرجته إلى هذه الحياة كي تسحقه بلا رحمة ولا يجد الإنسان إلا أن يقاوم ويقاوم.» وان الملمح الواضح في أغلب قصصها هو أن الحاضر ليس شرطاً أن يكون نتيجة مفروغاً من أمرها لحياة الماضي، فالماضي يمكن التمرد عليه، ويمكن الخروج من أسره، ويمكن كسر قيوده لصناعة حاضر ومستقبل أجمل وأرق وأكثر إنسانية.
قال عنها القاص والروائي سيد الوكيل
لفتت نعمات البحيرى الانتباه بطاقة مدهشة من السرد الشعرى المفعم بروح أنثوية جديدة بتفهم عميق للواقع، ودرجة مدهشة من صفاء اللغة، وألق الروح الأنثوية الخلاقة. الكتابة عندها بديلً عن الموت، عندما جعلت من سيرتها الذاتية أفقاً للسرد...نعمات لديها روح نضالية صلبة، تكتب وهي على أسرة المرض، وبين أروقة المستشفيات، وتحت مشارط الجراحين، وتهدى لنفسها مجموعهتا الأخيرة (شاي القمر) لتنفض عن نفسها غبار الأيام والمرض. وشاي القمر.. مجموعة جديرة بالقراءة، لأن لا شيء يعوض المتعة التي يجدها القارئ في لغتها الشعرية الجميلة، وعالمها الفضفاض، وهي تتكلم أكثر مما تكتب، وتبوح أ كثر مما تؤلف، عن الحياة الصعبة، والأيام، والنساء اللاتى لا يعدمن سبيلا ً للعيش، ويتحايلن على الحياة، ليعشنها بألف وجه وألف ذراع مادامت لهن أرواح حية محتشدة بالحياة وكلهن يشبهن نعمات البحيري، لا لشيء سوى لأنها عمدتهن بروحها، فتراهن نساء حقيقيات، منكسرات أحيانا، وشرسات في أحيان أخرى..

## وصلات خارجية
- نعمات البحيري على موقع أرشيف الشارخ.

1. التعريف بنعمات على نادى القرأة العربي elbehairy.htm

1. نعمات البحيرى وأعمالها على الجودريدز

1. تعمات البحيري كما عرفتها، د.وليد محمود عبد الناصر

1. نعمات البحيري: لم أقدم تنازلات بشأن مكانتي كامرأة مبدعة

1. عن احتراق بعض التفاصيل

1. سرقة امرأة وحيدة

1. مناورات ليلية

1. ↑  محمد خير رمضان يوسف (2016)، تتمة الأعلام: وَفَيَات 1976-2013 (ط. 4)، عدن: دار الوفاق للدراسات و النشر، ج. 10، ص. 3، OCLC:1048305227، QID:Q115012904
2. 1 2  القصة السورية - نعمات البحيري - مصر نسخة محفوظة 24 ديسمبر 2016 على موقع واي باك مشين.